# Бурсук (Сярско)
Бурсу̀к или членувано Бурсу̀ко (на гръцки: Λιμνοχώρι, Лимнохори, катаревуса Λιμνοχώριον, Лимнохорион, до 1927 година Μπουρσούκι, Бурсуки) е бивше село в Република Гърция, Егейска Македония.

## География
Бурсук е било разположено на територията на дем Долна Джумая (Ираклия). Селото е залято от водите на превърнатото в язовир Бутковско езеро.

## История

### Етимология
Според Йордан Н. Иванов името е от диалектното бурсу̀к, язовец.

### В Османската империя
В „Етнография на вилаетите Адрианопол, Монастир и Салоника“, издадена в Константинопол в 1878 година и отразяваща статистиката на населението от 1873 г., Бурсук (Boursouk) е посочено като селище в Сярска каза с 15 домакинства, като жителите му са 49 българи.
В 1891 година Георги Стрезов пише за селото:
| „ | Борсук, чифлик, част от който принадлежи на х. Ахмет ефенди; 2 часа на З от Джумая. Излизат прочути дини; 60 къщи българе. | “ |

Според статистиката на Васил Кънчов („Македония. Етнография и статистика“) от 1900 година селото брои 360 жители, всички българи християни.
Всички християни от Бурсук са под ведомството на Цариградската патриаршия. По данни на секретаря на Българската екзархия Димитър Мишев („La Macédoine et sa Population Chrétienne“) в 1905 година в Бурсук (Boursouk) живеят 480 българи патриаршисти гъркомани. В селото има 1 начално гръцко училище с 1 учител и 20 ученици.
При избухването на Балканската война в 1912 година един човек от Бурсук е доброволец в Македоно-одринското опълчение.

### В Гърция
През войната селото е освободено от български части, но след Междусъзническата война в 1913 година остава в Гърция. Жителите на селото заедно с тези на Мантар и Порлида оказват съпротива на гръцките денационализаторски мерки и отказват да плащат владичина, да се поздравяват на гръцки за Великден, да признаят гръцкия поп и да се черкуват, а децата спират да ходят на училище, поради въведения в него гръцки език.
През 1923 г. в близост до селото Тома Радовски е тежко ранен в двата крака при ожесточена престрелка с гръцки военни части. След наводнение в 1936 година населението е изселено в Хазнатар и Бурсук е изоставено.

## Личности
Родени в Бурсук
- Георги Баджов, български революционер, деец на ВМОРО, загинал преди 1918 г.[10]
- Никола Аврамов, български свещеник и революционер, деец на ВМОРО, умрял след 1918 г.[10]
- Никола Петков (? – 1913), македоно-одрински опълченец, Трета и нестроева рота на Пета одринска дружина, ранен в Балканската война на 28 януари 1913 година, безследно изчезнал в Междусъюзническата на 16 юни 1913 година[11]